# Владимир Астаповски
Владимир Александрович Астаповски (на руски: Владимир Александрович Астаповский) е бивш футболен вратар. Юноша на ФК Динамо Брянск. Най-добрите му години са от 1969 до 1980, когато играе за ЦСКА Москва. Завършва кариерата си през 1982 година в СКА Хабаровск. Заслужен майстор на спорта (от 2003 година). Вратар на годината и най-добър играч на СССР за 1976 година.

## Клубна Кариера
Започва кариерата си в Нефтяник Баку. Също така играе и за юношеския отбор на Азербайджанска ССР. През 1965 постъпва във флота, но впоследствие е преместен на сушата. През 1966 Владимир Никаноров го взима в армейския отбор СКЧФ Севастопол. Там Владимир успява да стане титулярен страж.
В началото на 1969 е привлечен в ЦСКА Москва, като е единственият футболист от флота в армейския отбор. Първоначално е трети вратар, тъй като ЦСКА разполагат с опитните Юрий Пшеничников и Леонид Шмуц. Дебютира на 8 март 1970 срещу Шахтьор (Донецк). Печели титлата на СССР с „армейците“, но не получава медал, тъй като е записал прекалено малко мачове. На следващия сезон Астаповски изиграва 20 срещи и измества Пшеничников от титулярното място, а след напускането на последния става неизменен титуляр. През 1975 е повикан в олимпийския тим на СССР, а на следващата година участва на олимпиадата в Монреал и печели бронзов медал. Също така е избран за футболист на годината в съюза, както става вратар на годината. След този запомнящ се сезон Владимир губи мястото си в националния отбор от Юрий Дегтярев. През 1980 напуска ЦСКА поради влошени отношения с треньора Олег Базилевич. След това играе 2 сезона за СКА Хабаровск и слага край на кариерата си.
След като се отказва от футбола, служи във въоръжените сили в Камчатка.

## Треньорска кариера
През 1988 поема мозамбиксият армейски тим Мачедже Нампула, но не се задържа много. След това става и треньор в школите на ЦСКА Москва и Спартак Москва.